# 巴斯 (新罕布什爾州)
巴斯（英語：Bath）是一個位於美國新罕布什爾州格拉夫頓縣的鎮。

## 人口
根據2020年美國人口普查的數據，巴斯的面積為99.90平方千米，當中陸地面積為97.70平方千米，而水域面積為2.20平方千米。當地共有人口1077人，而人口密度為每平方千米11人。